# Jakszu állomás
Jakszu (Yaksu) állomás a szöuli metró 3-as és 6-os vonalának állomása Szöul Csung-ku (Jung-gu) kerületében. Nevének jelentése „gyógyvíz”.

## Viszonylatok
| 3-as vonal                                    | 3-as vonal | 3-as vonal                              |
| --------------------------------------------- | ---------- | --------------------------------------- |
| Tongguk (Dongguk) Egyetem Tehva (Daehwa) felé | fő vonal   | Kumho (Geumho) Ogum (Ogeum) felé        |
| 6-os vonal                                    |            |                                         |
| Pothigoge (Beotigogae) Ungam (Eungam) felé    | fő vonal   | Cshonggu (Cheonggu) Sinne (Sinnae) felé |